# Westwood Manor
Westwood Manor è un edificio storico che si trova a Westwood, a breve distanza da Bradford on Avon nella contea del Wiltshire, Sud Ovest dell'Inghilterra, Regno Unito. La struttura, che risale al XV secolo, viene considerata un monumento classificato di primo grado per il suo particolare interesse storico e architettonico.

## Storia

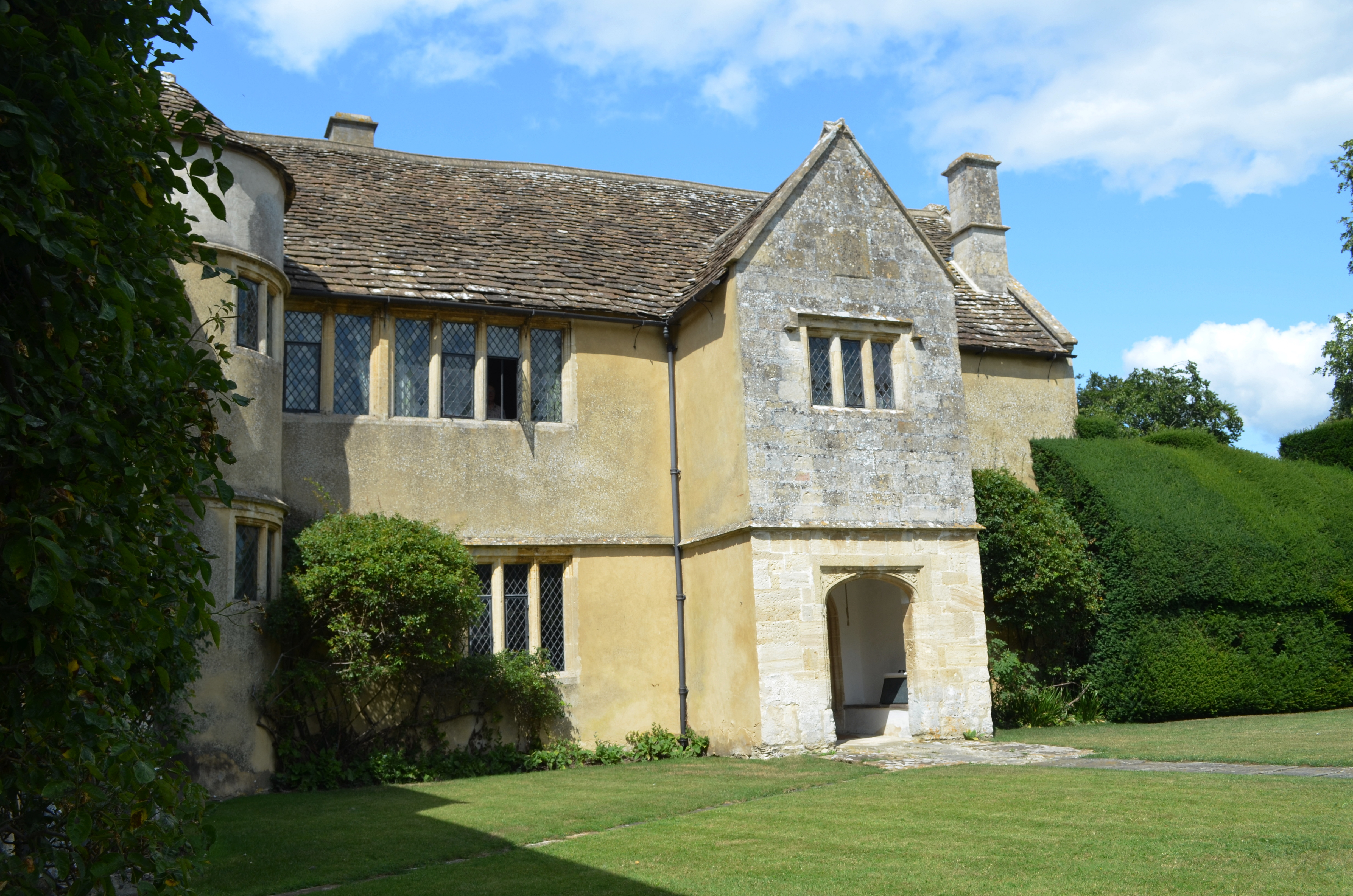
Westwood Manor

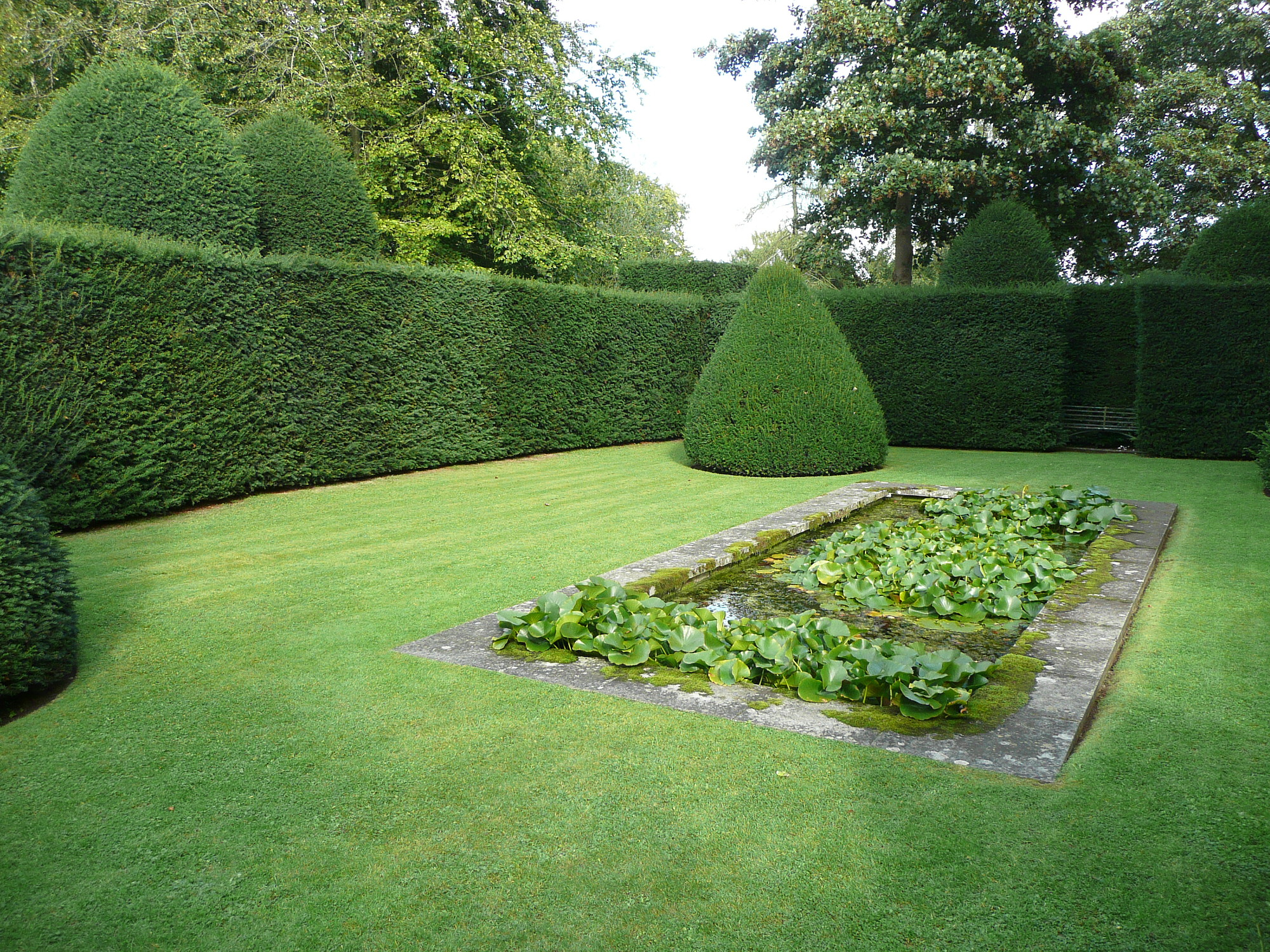
Particolare del giardino di Westwood Manor

Westwood Manor è una casa padronale edificata nel XV secolo e in seguito oggetto di vari altri interventi. Originariamente era di proprietà del priorato di Winchester e fu affittata a una serie di mezzadri. Il nucleo della casa che ci è pervenuta è opera di Thomas Culverhouse che condusse la tenuta fino al 1485 circa e ampliò l'edificio precedente nel 1480. Thomas Horton, a quel tempo un benestante sarto locale, acquisì la locazione entro il 1518 e modificò molti degli interni. John Farewell, che visse nella casa tra il 1616 e il 1642, fece realizzare numerose modifiche lasciandone sostanzialmente la forma compatta con pianta ad L. Cambiò anche diverse stanze e commissionò alcune belle decorazioni in gesso, tra cui un sopracamino che raffigura, tra le altre cose, due oche che impiccano una volpe. Fece anche sistemare il pavimento nella sala per creare una camera superiore e fece costruire il portico a due piani e la torretta delle scale. Un'altra ala ad angolo retto all'estremità orientale probabilmente all'epoca ospitava cucine e altri locali di servizio, ma fu demolita alla fine del XIX secolo. La casa conobbe poi un periodo di declino sino a quando fu acquistata da Edgar Graham Lister nel 1911. Lister fece eseguire molti lavori di restauro importando pannelli da Keevil Manor House e sistemò i giardini. La cedette al National Trust nel 1943 e dal momento della sua morte, nel 1956, appartiene al National Trust for Places of Historic Interest or Natural Beauty.

## Descrizione
La casa storica si trova a Westwood, a sud ovest di Bradford on Avon nel Wiltshire, Sud Ovest dell'Inghilterra, Regno Unito. L'edificio con pianta ad L si presenta su due piani con pareti intonacate. Le mura sono in pietrisco e il tetto è in ardesia con bordi rivestiti e camini in pietra. Anteriormente ha un portico su due piani con porta ad arco in stile Tudor e marcapiano. L'estremità inferiore a sud dell'ala ovest è probabilmente precedente la parte più antica della struttura. All'interno il salotto dei primi anni del XVII secolo è noto come Kings Room, ha un camino degli anni venti, un soffitto in gesso decorato con pannelli a coste decorati con frutta e ghiande. Le scale nella torretta angolare sono a chiocciola con gradini rifatti. Un'altra scala del XVII secolo all'estremità della sala porta al primo piano dove si conserva una bella camera dei primi anni del XVII secolo con un soffitto in gesso basso con fregio e modanature sottostanti. La camera da letto all'estremità occidentale ha un soffitto in gesso in quattro sezioni con motivo a costoloni a cuspide e uccelli e conchiglie, camino in pietra ad arco in stile Tudor con cornice in gesso e tre sezioni sporgenti di trabeazione. La biblioteca si trova nell'angolo nord-occidentale
della casa e vi si accede da una porta ad arco in gesso di fine XVI secolo. Il soggiorno nell'ala sud ha vetrate colorate del XVI secolo.

## Monumento classificato
Westwood Manor dal 13 novembre 1962 viene giudicata una struttura di particolare interesse storico e architettonico in Inghilterra o Galles, classificata come monumento di primo grado.